# Камий Клодел
Камий Клодел (на френски: Camille Claudel) е френска скулпторка и художник график. Тя е по-голяма сестра на френския поет и дипломат, Пол Клодел.

## Биография
Камий Клодел е родена на 8 декември 1864 г. във Фер ан-Тарденоа, Ен, Франция. Баща ѝ, Луи-Проспер, се занимава с ипотеки и банкови преводи. Майка ѝ, Луиз Атанаиз Сесил Серво, произхожда от семейство на католически свещеници и фермери. Семейството се мести във Вилньов-сюр-Фер, където през 1866 г. се ражда сестрата на Камий – Луиза, а през 1868 г. и брат ѝ – Пол.
От 1876 до 1879 г. семейство Клодел живее в Ножен-сюр-Сен. Тук Камий прави първите си творчески опити и се запознава със скулптора Алфред Буше.
Интересът на Камий към изкуството среща подкрепата на баща ѝ и неодобрението на майка ѝ. През 1882 г. Камий убеждава семейството да се преместят в Париж; заради професионалните си ангажименти, баща ѝ не ги придружава. Камий учи скулптура в Академия Колароси (Académie Colarossi) при Алфред Буше (по това време Екол де-Боз Ар не допуска жени). През 1883 г. се запознава с Огюст Роден, който ѝ преподава скулптура.
Около 1884 г. тя започва да работи в ателието на Роден и му помага при създаването на някои от известните му произведения, като същевременно създава и собствени творби. Клодел става модел, вдъхновителка и довереница на Роден. Двамата започват бурна интимна и творческа връзка. Той обаче отказва да се раздели със своята дългогодишна спътница в живота Роз Бьоре, което огорчава Клодел. Това, както и недооценяването на творчеството на Клодел от критиците, които я разглеждат само като ученичка на Роден, влошават връзката им. Клодел и Роден се срещат редовно до 1898 г., макар че интимните им отношения приключват няколко години по-рано.
Клодел желае да се утвърди като самостоятелен творец и творбите ѝ срещат и положителни отзиви. Критикът Октав Мирбо казва за нея: „Бунт срещу природата: жена-гений“. Ранните ѝ творби са близки по дух до тези на Роден, но представят собственото въображение и лиризъм на Клодел, особено известният „Бронзов валс“ (1893). „Зряла възраст“ (1900) е интерпретирана от брат ѝ като въздействаща алегория за раздялата ѝ с Роден. „Вълната“ (1897) – малка скулптура от оникс и бронз – представлява съзнателно скъсване със стила, характерен за периода ѝ с Роден.
След 1905 г. душевното състояние на Клодел се влошава. Тя унищожава много от своите творби, обвинява Роден в конспирации срещу нея, живее изолирано. Баща ѝ умира на 2 март 1913 г. На 10 март 1913 г., по инициатива на брат ѝ, Камий е приета в психиатрична клиника. Остава там през следващите тридесет години, до смъртта си на 19 октомври 1943 г.

## Галерия
- Валсът, 1889 – 1905
- Вертумн и Помона (мрамор), 1905, музей Роден, Париж
- Зряла възраст, 1898 – 1913, Музей Орсе, Париж
- Вълната, 1897
- Бюст на Огюст Роден, 1892

## Наследство
Въпреки че Клодел унищожава много от творбите си, около 90 статуи, скици и рисунки са запазени.
През 1951 г. брат ѝ организира изложба в музея „Роден“, където и до днес са излагани нейни скулптури. През 2008 г. музеят организира ретроспективна изложба с над 80 творби на Клодел.
През 80-те години на XX век са публикувани няколко нейни биографии. През 1988 г. е направен филм за живота ѝ – „Камий Клодел“ с участието на Изабел Аджани и Жерар Депардийо в ролите на Клодел и Роден. Филмът печели две номинации за Оскар.